# Рильский монастырь
Ри́льский монасты́рь, также Ры́льский монасты́рь (Рилски-Манастир, болг. Манастир «Св. Иоан Рилски» — «монастырь святого Иоанна Рыльского») — крупнейший ставропигиальный мужской монастырь Болгарской православной церкви. Расположен на северо-западе горного массива Рила, в 130 км к югу от Софии в долине реки Рильска (левый приток реки Струмы) на высоте 1147 м над уровнем моря.
Основан в конце X века. В 1983 году был включён в перечень Всемирного наследия ЮНЕСКО. Рильский монастырь особенно активно посещаем туристами, останавливающимися в Софии или бальнеологическом и одновременно горнолыжном курорте Боровец.
По преданию, основан в 30-е годы X века преподобным Иоанном Рильским (876—946), чьё имя он носит начиная со времени правления болгарского царя Петра I (927—968). Святой Иоанн жил в пещере недалеко от нынешнего монастыря, тогда как сам монастырь был построен его учениками, пришедшими в горы, чтобы продолжить обучение.
Почти с самого момента своего создания монастырь поддерживался и почитался правителями Болгарии. Почти каждый глава Второго Болгарского царства до самого завоевания Болгарии турками-османами жаловал значительные суммы монастырю, за счёт чего он стал культурным и духовным центром Болгарии. Расцветом монастыря был период с XII по XIV вв.
В XIV веке, после землетрясения, монастырь основательно перестроил местный феодал Хрельо Драговол, превратив его в солидно укреплённый архитектурный ансамбль. Тем не менее в середине XV века турки разграбили и разрушили это святое место. До наших дней сохранилась башня (1334—1335), названная в честь Драговола, а также трон епископа и резные ворота сгоревшей в 1833 году средневековой церкви.
Во второй половине XV века началось духовное и культурное возрождение монастыря. В 1466 году три брата из Границкого монастыря — Давид, Теофан и Йоасаф добились в Константинополе у султана специальной охранной грамоты и заключили договор о взаимопомощи между Рильским монастырём и монастырём Святого Пантелеймона на горе Афон (оригинал этого документа хранится в музее монастыря). В 1469 году они перенесли сюда из разрушенной турками столицы Тырново мощи Иоанна Рыльского. Возрождался и обустраивался монастырь и благодаря пожертвованиям Русской православной церкви, в 1558 году в Москву, в поисках денег, церковной утвари и книг рильскими монахами была отправлена целая делегация. В XVI—XVII вв. расширяются контакты и с другими соседями — сербскими, румынскими, греческими монастырями, и особенно со славянскими монастырями на Святой горе.
В годы господства османов монастырь выступал в роли хранителя болгарского языка и культуры. Во времена болгарского Национального Возрождения (XVIII—XIX века) монастырь сгорел в пожаре (1778, 1833), но был восстановлен. Вся страна собирала деньги. Именно тогда территория монастыря приобрела нынешний облик. В 1844 году Неофит Рильский учредил при монастыре школу.
В монастыре хранятся мощи Иоанна Рыльского и чудотворная икона Богородицы «Одигитрия» («Путеводительница») с тридцатью двумя четырёхугольными перегородками с мощами святых, одна из трёх самых чтимых икон в Болгарской Православной Церкви.
В 1976 году монастырь был признан национальным историческим памятником, а в 1983-м — объектом всемирного наследия ЮНЕСКО. С 1991 года монастырь подчиняется Священному Синоду Болгарской Церкви.
25 мая 2002 года папа Иоанн Павел II посетил монастырь во время своего паломничества в Болгарию.

## Монастырские строения
Современный комплекс монастыря имеет форму неправильного четырехугольника и занимает территорию в 8800 м², центром её является внутренний двор, где расположены башня и главная церковь.

### Главная церковь
Кафоликон монастыря был построен в середине XIX века (архитектор Павел Йоанов) на месте небольшой церкви 1343 года. Церковь увенчана 5 куполами, имеет три алтаря и два придела. В этой церкви расположены знаменитые фрески (в том числе и Захария и Димитра Зографов) и иконы.

### Заселёная часть
Здесь расположена древняя библиотека. В библиотеке, исключительно богатой книжным материалом, собиравшимся веками, хранятся ценные памятники болгарской письменности — около 250 рукописных книг XI—XIX вв., 9 тыс. старопечатных изданий, нотные записи, гравюры времени Болгарского возрождения.

### Монастырский музей
Музей, расположенный на территории монастыря, имеет в своём собрании 35 тыс. экспонатов. Это и богатая коллекция икон, и произведения прикладного искусства, культовые и этнографические предметы. Монастырский музей известен прежде всего Крестом Рафаила — уникальным образцом резьбы по дереву, на котором изображены 104 религиозные сцены и 650 миниатюрных фигур. Монаху Рафаилу создание этого шедевра (окончен в 1802 г.) стоило 12 лет жизни и зрения.

## Монеты
В 1981 году Рильский монастырь был отчеканен на медно-никелевой монете номиналом 2 лева. Монета входит в серию монет, посвященных 1300-летию Болгарии.
| Гурт    | Ребристый |
| Масса   | 11 грамм  |
| Диаметр | 30 мм     |
| Толщина | 2.2 мм    |

## Настоятели
- Иоанн Рыльский (до 941)
- Григорий І Рыльский (после 941)
- Йоаникий І Рыльский (1195)
- Дометиан Рыльский (1385)
- Иоасаф Рыльский[болг.] (до 1463)
- Давид Рыльский[болг.] (1463—1478)
- Феофан Рыльский[болг.] (1479—1491)
- Феоктист Рыльский (1491—1503)
- Каллиник Рыльский (упом. 1503)
- Ромул Рыльский (упом. 1519)
- Григорий ІІ Рыльский (упом. 1558 — упом. 1559)
- Евфимий І Рыльский (упом. 1577)
- Архимандрит Стефан (упом. 1627 — упом. 1628)
- Архимандрит Арсений (упом. 1632)
- Иеромонах Афанасий (упом. 1632)
- Йоаникий ІІ Рыльский (упом. 1685)
- Иосиф І Рыльский (XVII век)
- Евтимий ІІ Рыльский (упом. 1702)
- Йоаким Рыльский (упом. 1704)
- Никанор Рыльский (1707)
- Яким Рыльский (упом. 1709 — упом. 1710)
- Данил Рыльский (упом. 1723)
- Дионисий Рыльский (1734—1735)
- Герасим І Рыльский (упом. 1745)
- Виссарион Рыльский (1745—1746)
- Василий Рыльский (1746)
- Иеромонах Теофан ІІ (1747—1753)
- Серапион Коласийский (1753—1757)
- Василий Рыльский (1757—1760)
- Клеопа Рыльский (1760—1767)
- Сергий Рыльский (1768—1769)
- Вениамин Рыльский (упом. 1770)
- Герасим ІІ Рыльский (упом. 1772 — упом. 1782)
- Иосиф ІІ Рыльский (упом. 1784)
- Игнатий Рыльский (1785)
- Герасим ІІ Рыльский (1786—1797)
- Феодосий І Рыльский[болг.] (1798—1801)
- Феофан ІІІ Рыльский (упом. 1801)
- Феодосий І Рыльский (1805)
- Гаврил Рыльский (упом. 1811)
- Кесарий І Рыльский (упом. 1815 — упом. 1816)
- Исаия Рыльский (1816)
- Иоасаф ІІ Рыльский (упом. 1816 — упом. 1817)
- Исаия Рыльский (упом. 1819)
- Пантелеимон Рыльский (1820)
- Агапий Рыльский (упом. 1832)
- Иосиф ІІІ Рыльский[болг.] (1822, 1824, 1828, 1832—1836)
- Иеромонах Пахомий (1836—1837)
- Иосиф ІІІ Рыльский (1837—1839)
- Иеромонах Памфилий (1839—1842)
- Иосиф ІІІ Рыльский (1842—1860)
- Неофит Рыльский (1860—1864)
- Пантелеимон ІІ Рыльский[болг.] (1864—1868)
- Кирилл Рыльский (1868—1871)
- Иерофей Рыльский[болг.] (1871—1874)
- Константий Рыльский (1874 −1875)
- Пантелеимон ІІ Рыльский (1875—1881)
- Кирилл Рыльский[болг.] (1881−1883)
- Феодосий ІІ Рыльский (1883—1884)
- Феофилакт Рыльский (1884—1886)
- Иоасаф ІІІ Рыльский (1886—1893)
- Серафим Рыльский (1893—1894)
- Никифор Рыльский (1894—1896)
- Кесарий ІІ Рыльский (1896—1899)
- Иоаникий ІІІ Рыльский[болг.] (1899—1904)
- Иоасаф ІІІ Рыльский (1904—1907)
- Паисий Рыльский[болг.] (1907—1908)
- Филарет Рыльский (1908—1914)
- Евгений Рыльский[болг.] (1914—1917)
- епископ Левкийский Варлаам (Константинов) (29 сентября 1924 — 1 января 1929)
- архимандрит Флавиан (Попов) (1 сентября 1933 — 11 ноября 1936, 1 января — 1 сентября 1938)
- архимандрит Каллистрат (Наков)[болг.] (1944—1948)
- епископ Драговитийский Иоанн (Николов) (1968—1970)
- архимандрит Калиник (Александров) (1 ноября 1970 — 31 июля 1971)
- архимандрит Нестор (Крыстев) (1971—1972)
- архимандрит Мефодий (Жерев)[болг.] (1972—1977)
- епископ Крупнишский Геласий (Михайлов) (1977—1982)
- архимандрит Галактион (Табаков) (1982—1985)
- епископ Смолянский Нестор (Крыстев) (1985—1988)
- епископ Драговитийский Иоанн (Николов) (1988—2005)
- епископ Адрианопольский Евлогий (Стамболджиев) (с 2005)

## Галерея
- Внутри главной церкви
- Богато украшенный потолок главной церкви
- Вид
- Главная церковь